# يوهان غوتفريد هوفمان
يوهان غوتفريد هوفمان (بالألمانية: Johann Gottfried Hoffmann)‏ (و. 1765 – 1847 م) هو اقتصادي، وأستاذ جامعي، وكاتب، وعالم إحصاء ألماني، ولد في فروتسواف، كان عضوًا في الأكاديمية الروسية للعلوم، والأكاديمية البروسية للعلوم، توفي في برلين، عن عمر يناهز 82 عاماً.

## التعليم
تعلم في جامعة هاله
.